# Девід Джонсон
Девід Стіфлер Джонсон (англ. David Stifler Johnson; 9 грудня 1945 — 8 березня 2016) — американський інформатик, що спеціалізувався на алгоритмах та методах оптимізації.

## Біографія
Девід Джонсон народився у 1945 році у місті Вашингтон, округ Колумбія (США), де він закінчив з відзнакою коледж Амхерста у 1967 році. Потім здобув ступінь магістра у Массачусетському технологічному інституту в 1968 році. Ще через п'ять років він здобув ступінь доктора філософії (Ph.D.) також у Массачусетському технологічному інституті. Всі три його ступені здобуті в галузі математики.
Він очолював відділ алгоритмів та оптимізації AT&T Labs з 1988 по 2013 роки. З 2014 по 2016 роки працював запрошеним професором в Колумбійському університеті.
Девід Джонсон помер 8 березня 2016 року у віці 70 років.

## Нагороди
У 2010 році отримав премію Кнута.
Він був призначений членом Асоціації обчислювальної техніки (англ. Association for Computing Machinery) в 1995 році, а також членом Національної академії інженерії (англ. National Academy of Engineering) в 2016 році.

## Наукові праці
Він разом з Майклом Гареєм був співавтором навчального посібника «Комп'ютери та непіддатливість: посібник з теорії NP-повноти» (англ. Computers and Intractability: A Guide to the Theory of NP-Completeness; ISBN 0-7167-1045-5). 
Станом на 9 березня 2016, його публікації були процитовані більш ніж 96 000 разів і він має H-індекс 78.